# Conte di Norbury
Conte di Norbury è un titolo nobiliare inglese nella Parìa d'Irlanda.

## Storia
Il titolo venne creato nel 1822 assieme al titolo di Visconte Glandine, di Glandine nella Contea di Offaly, per il politico e giudice irlandese John Toler, I barone Norbury al suo pensionamento da Capo di Giustizia del Common Pleas d'Irlanda. I titoli vennero creati con la possibilità di essere trasmessi al figlio secondogenito, Hector, in quanto il primogenito, Daniel, venne giudicato mentalmente insano. Lord Norbury era già stato creato Barone Norbury, di Ballycrenode nella Contea di Tipperary, nella Parìa d'Irlanda nel 1800, con possibilità di trasmissione agli eredi maschi. Successivamente sua moglie, Grace Toler (nata Graham), venne creata Baronessa Norwood, di Knockalton nella Contea di Tipperary, nella Parìa d'Irlanda nel 1797, con trasmissibilità agli eredi maschi. Nel medesimo momento lord Norbury venne elevato alla contea e sua moglie morì e venne succeduto dal figlio primogenito come II barone Norwood. Alla morte di lord Norbury stesso questo medesimo figlio nel 1831 gli succedette anche come II barone Norbury, mentre il fratello minore Daniel succedette alla viscontea ed alla contea secondo le convenzioni speciali citate. Nel 1832 il II conte venne succeduto dal fratello maggiore nelle due baronie. Nel 1825 aveva assunto anche il cognome Graham per licenza regia.

## Conti di Norbury (1827)
- John Toler, I conte di Norbury (1745–1831)
- Hector John Graham-Toler, II conte di Norbury (1781–1839)
- Hector John Graham-Toler, III conte di Norbury (1810–1873)
- William Brabazon Lindsay Graham-Toler, IV conte di Norbury (1862–1943)
- Ronald Ian Montagu Graham-Toler, V conte di Norbury (1893–1955)
- Noel Terence Graham-Toler, VI conte di Norbury (1939–2000)
- Richard James Graham-Toler, VII conte di Norbury (n. 1967)

Non vi sono eredi attuali al titolo.

## Baroni Norbury (1800)
- John Toler, I conte di Norbury, I barone Norbury (1745–1831)
- Daniel Toler, II barone Norwood e II barone Norbury (c. 1780–1832)
- Hector John Graham-Toler, II conte di Norbury, III barone Norbury (1781–1839)

Il titolo torna ai conti di Norbury

## Baroni Norwood (1797)
- Grace Toler, I baronessa Norwood (m. 1822)
- Daniel Toler, II barone Norwood e II barone Norbury (c. 1780–1832)
- Hector John Graham-Toler, II conte di Norbury, III barone Norwood (1781–1839)

Il titolo torna ai conti di Norbury